# 桂米之助 (4代目)
四代目 桂 米之助（かつら よねのすけ、1978年9月29日 - ）は、京都府京都市出身の上方落語家。本名・大倉 正裕。所属事務所は米朝事務所。

## 来歴
京都府立洛北高等学校、阪南大学国際コミュニケーション学部国際観光学科卒業。友人に連れられて行った公開番組「ざこば・鶴瓶らくごのご」（ABCテレビ）で初めて落語という存在に直接触れ感銘を受ける、2001年10月、2代目桂ざこばに入門。本人も駄目で元々と腹を括ってちちんぷいぷいの生放送の時間帯を狙って毎日放送の楽屋に行き弟子入り志願を切り出すが、ざこばは大倉青年を一瞥、暫く思案した後「ほな入り」（＝では入門しなさい）とあっさり了承を得る。
2002年（平成14年）3月初舞台。
「ちょうば」という名前は、「帳場」とざこばの旧名「朝丸（ちょうまる）」あるいは大師匠「桂米朝（べいちょう）」と現在の名前「ざこば」を掛けた名前である。
まだまだ若いながら的確にお客さんの笑いのツボをおさえ、関西ではテレビのレポーターとして活躍の他、約3日に1回の割合で、各地での落語会に参加し、古典落語を披露し、落語の腕に磨きをかけている。「上方落語界一の男前」を高座で自称。
「ちょうばのちょ」という自身の落語会を定期的に行っている。「ちょうばのちょ」では面白VTRのコーナーを設けるなど、新しい試みにも積極的にチャレンジしている。
2024年4月30日、道楽亭での記者会見で、翌2025年3月に一門の桂ひろば改メ二代目桂力造、桂そうば改メ二代目桂惣兵衛とともに、自身は「四代目桂米之助」を襲名する事を発表した。

## 人物
- 趣味 ギターの弾き語り、自転車、昆虫採集
- 特技 お菓子作り、作詞作曲
- スポーツ 陸上、マラソン

## 受賞歴
- 2009年 「咲くやこの花賞」
- 2018年 第4回「上方落語若手噺家グランプリ」優勝
- 2024年 喜楽館アワード2024 優勝[2][3]

## 出演番組
- おしたて!ツキムラ情報局（KBS京都）

### 過去に出演した番組
- 知ってた?（MBSテレビ） - VTR出演
- 武田和歌子のぴたっと。（ABCラジオ） - 2010年4月の番組開始から2013年3月までリポーターとして出演。
- らくごのお時間（MBSテレビ） - 2016年5月29日放送分にて「三十石」を口演。
- 日曜落語 〜なみはや亭〜（ABCラジオ） - 2016年5月29日放送分にて自身の「明石飛脚」（「上方落語をきく会」2012年1月26日放送）を流した後、トークパートにゲスト出演。